# Püton
Püton Dél-Itáliában, Paestumban, vörösalakos technikával alkotó görög vázafestő volt. Szignált vázái miatt egyike a kevés név szerint is ismert ókori vázafestőnek. Pontos születési és halálozási dátuma nem meghatározható, munkássága az i. e. 4. század második felére tehető.
Püton Aszteasz mellett egyike volt a paestumi vázafestő központ két kiemelkedő alkotójának. Valamennyivel fiatalabb lehetett nála és  szoros munkakapcsolatban álltak. Ábrázolásmódjára olyan erősen hatott Aszteasz munkássága, hogy időnként nehéz elkülöníteni kettőjük alkotásait, főleg amikor egyszerűbb, kisebb méretű edényekről van szó.
Elképzelhető, hogy egy edénycsoport amit korábban az Altavilla-festőnek tulajdonítottak igazából Püton korai vázái közé tartozik. A hátoldalukon lévő himatiát viselő fiatal férfialakok ruhaszegélye melletti pontsor érezhetően különbözik Aszteasz stílusától és Püton jellegzetes ábrázolásmódjává válik az edények hátoldalán. 

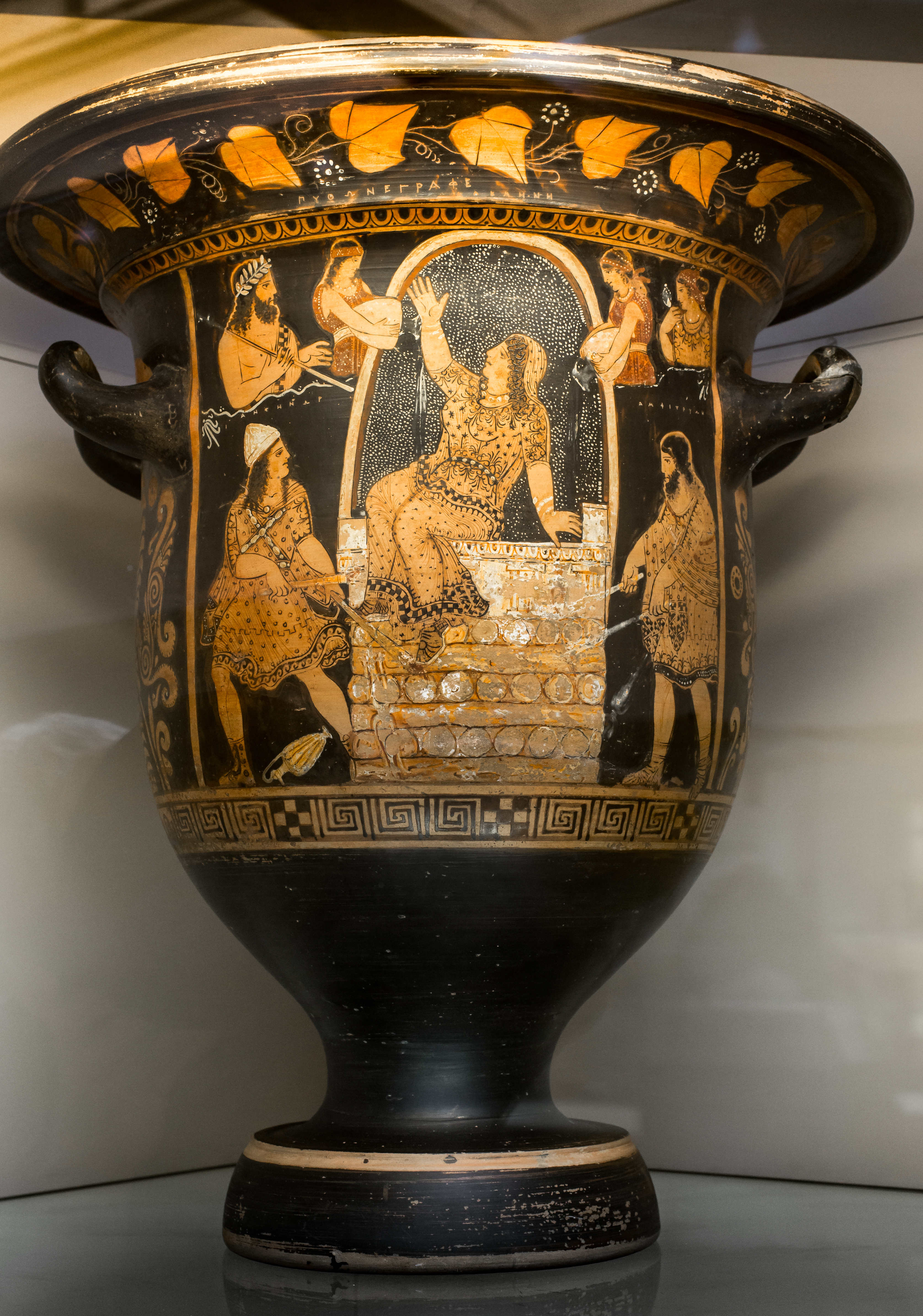
Az Alkméné-kratér

Két szignált vázája ismert, az úgynevezett Alkméné-kratér és egy Agropoliból előkerült nyakamfora Heléna születésével.
Az Alkméné-kratér szinpadias jelenetét valószínűleg Euripidész egyik drámája ihlette. A Heléna születését ábrázoló edény jellegzetessége a görög művészetben nagyon ritkán megjelenő Phoebe (Heléna testvére) a kép felső sávjában. Mindkét ábrázolás kicsit nehézkesebb a kisebb edényein láthatóknál, ez főleg bonyolultabb mitológiai témáira jellemző. 
Vázái hátoldalán legtöbbször Dionüszosz-jelenetet ábrázolt, esetleg egy szirént vagy női fejet Aszteasz vázáihoz hasonlóan félalakokkal az edények nyakán. Szignálatlan alkotásai közül négy sorolható ebbe a csoportba. További munkái közül az úgynevezett Oresztész-kratéren a jelenet túlzsúfolt, a rajta lévő figurákat meglehetősen ügyetlenül helyezte el. Kiegyensúlyozottabb kompozíciói többször is lakomákat ábrázolnak. 
Leggyakrabban harang-kratéreket díszített. Majdnem mindegyikre két alakot festett, legtöbbször Dionüszoszt és egy követőjét, egy phülax-színészt, esetleg Pán istent. A phülax-színészek dél-itáliai területeken meghonosodott egyfajta burleszk előadások szereplői voltak akik kifigurázták a mitológiai jeleneteket. Kivételnek tekinthető Odüsszeusz és a szirének ábrázolása és ez az egyetlen olyan ismert vázája ahol a figurák nem palmetta keretben láthatók. Hátoldalukon két Püton jellegzetes stílusában megrajzolt himatiát viselő férfialak jelenik meg. Ezek a képek kiegyensúlyozottabbak mint monumentális ábrázolásai. Egyik vázáján egy áldozatot bemutató nőalak látható, ez a képtípus campaniában elterjedtebb viszont a paestumi műhelyek munkáin nagyon ritkán fordul elő. Ehhez a kevésbé ambiciózus edénycsoporthoz tartozik még néhány nyakamfora némelyiken mitológiai jelenettel. Pütonhoz köthető ezen kívül számos kisméretű harang-kratér, mindkét oldalán egy-egy figurával. Ezek nem kiemelkedő alkotások, egyik oldalukon általában Dionüszosz jelenik meg. Kivételt képez egy ünnepségről hazafutó, fején megrakott tálcát egyensúlyozó phülax-színészt ábrázoló kép.
Aszteasz és Püton műhelyében számos kisebb jelentőségű vázafestő is dolgozott akik igyekeztek utánozni a két mester ábrázolásmódját. Karrierjük későbbi szakaszában dolgoztak együtt a műhely másik két jelentős mesterével az Aphrodité-festővel, akinek munkáin először jelenik meg az apuliai hatás a paestumi vázafestészetben, valamint A bostoni Oresztész festőjével.